# COMALCA
Il COMALCA scrl (Consorzio mercato agricolo alimentare Calabria ARL) è il principale centro agroalimentare della Calabria con funzione di coordinamento tra i vari mercati agricoli regionali e nazionali. Ha sede nel comune di Catanzaro, viale Europa località Germaneto, è una società mista pubblico-privato.
Nasce nel 1980 con l'intento e l'obiettivo di costituire e gestire il nuovo Centro Agroalimentare di Catanzaro rientrante nel Piano Nazionale dei Mercati e finanziato dalla Legge 41/1986.
I principali azionisti sono tutti pubblici:
- Camera di commercio di Catanzaro 42%
- Regione Calabria 35%
- Comune di Catanzaro 10%

Le società private con il maggior numero di azioni sono:
- Guglielmo Caffè 4,76%
- Igea Calabria  4,76%